# Xenophrys kuatunensis
Xenophrys kuatunensis é uma espécie de anfíbio da família Megophryidae.
Pode ser encontrada nos seguintes países: China e Vietname.
Os seus habitats naturais são: florestas subtropicais ou tropicais húmidas de baixa altitude, regiões subtropicais ou tropicais húmidas de alta altitude e rios.
Está ameaçada por perda de habitat.